# Vinohradská tržnice
Vinohradská tržnice, od roku 1994 nazývaná Pavilon, je historická stavba z přelomu 19. a 20. století na Vinohradské třídě na pražských Vinohradech.

## Historie
Na místě tržnice původně stála továrna na mlýnské stroje. Město Královské Vinohrady, které bylo začleněno do Velké Prahy až roku 1922, zde nechalo architektem Antonínem Turkem vybudovat tržnici se sto stánky pro prodej potravin. Moderní budova kombinující zděné části se střechou na ocelové příhradové konstrukci byla vybavena klimatizací.
Tržnice byla uzavřena v 80. letech 20. století a v roce 1986 vyhořela. Zásluhou Klubu Za starou Prahu bylo zabráněno demolici a stavba prohlášena za kulturní památku. Stavba pak byla adaptována na obchodní dům. Po rekonstrukci zde byl během výstavy Designblok v roce 2013 otevřen obchod specializovaný na moderní designový nábytek. Rekonstrukce byla oceněna cenou obchod roku Czech Grand Design.